# بال‌مات ژابیز
بال‌مات ژابیز (نام علمی: Sinthusa virgo) نام یک گونه از سرده اخگریان است.